# Jan Dieckmann
Jan Dieckmann (* 1958) ist ein deutscher evangelischer Theologe, Pastor und war Moderator der Sendung Tacheles.

## Leben
Jan Dieckmann studierte Theologie und Pädagogik. Er arbeitete zwei Jahre in der Pressestelle der Evangelisch-lutherischen Landeskirche Hannovers. Im Anschluss war Jan Dieckmann  für sieben Jahre Gemeindepastor in Garbsen und zusätzlich Pressesprecher des Kirchenkreises. Dieckmann absolvierte eine Zusatzausbildung an der  christlichen Presseakademie und schrieb Andachten für den NDR. Jan Dieckmann gründete den Offenen Kanal Hannover. Ab 1998 arbeitete Dieckmann in der Redaktion Hannover der Evangelischen Radio- und Fernsehkirche im NDR. Von April 2001 bis Februar 2024 war er Beauftragter für Hörfunk und Fernsehen der norddeutschen evangelischen Kirchen beim NDR und Leiter der Evangelischen Radiokirche in Hamburg. Er moderierte die Hörfunksendung offen gesagt im NDR. Von 1999 bis 2005 und von 2009 bis 2014 moderierte er die Fernsehsendung Tacheles.